# ダヴィデ・マッツァンティ
ダヴィデ・マッツァンティ（Davide Mazzanti、1976年10月15日 - ）は、イタリアのバレーボール指導者。

## 来歴
ファーノ出身。
90年代後半から監督としてのキャリアを始める。2007年から当時の強豪チーム、ベルガモのコーチを2シーズン務めた。2009年からはアンダー世代を育成するクラブ・イタリアの監督に就任し、2010年にはベルガモへ戻って監督として2シーズン、チームの指揮を取った。
2014年、ポミ・カザルマッジョーレの監督に就任。チームを初めてのイタリアリーグ制覇に導いた。2015年、イモコ・コネリアーノの監督に就任。チーム初のイタリアリーグ制覇をはじめ、イタリアクラブチームにおけるカップ戦である、コッパ・イタリアで優勝を飾るなどチーム躍進の火付け役となった。
2017年5月、イタリア女子代表の監督に就任。2017年ワールドグランプリで準優勝、2018年世界選手権銀メダルに導いた。
2019年8月、地元で開催された東京五輪大陸間予選で本大会への出場権を獲得した。同年開催されたヨーロッパ選手権では銅メダルを獲得した。

## 人物
妻はバレーボール選手のセレーナ・オルトラーニ。

## 指導歴
- Pema Corplast Corridonia（2002-2003年）
- Star Volley Falconara（2003-2005年）
- Santeramo（2005-2006年）
- イタリア女子代表（2005-2009年）
- Olimpia Teodora Ravenna（2006-2007年）
- ベルガモ（2007-2009年）
- クラブ・イタリア（2009-2010年）
- ベルガモ（2010-2012年）
- River Volley（2012-2013年）
- U20イタリア女子代表（2012-2014年）
- カザルマッジョーレ（2014-2015年）
- イモコ・コネリアーノ（2015-2017年）
- イタリア女子代表（2017-2023年）
- ブラックエンジェルズ・ペルージャ（2020-2021年）
- トレンティーノ（2023年-）